# ماتئوس لیس
ماتئوس لیس (انگلیسی: Mateusz Lis؛ زادهٔ ۲۷ فوریهٔ ۱۹۹۷) بازیکن فوتبال اهل لهستان است.
از باشگاه‌هایی که در آن بازی کرده‌است می‌توان به باشگاه فوتبال ویسوا کراکوف و باشگاه فوتبال لخ پوزنان اشاره کرد.
وی همچنین در تیم‌های ملی فوتبال زیر ۱۹ سال لهستان، زیر ۲۰ سال لهستان، و زیر ۲۱ سال لهستان بازی کرده‌است.

## دوران باشگاهی
لیس کار خود را با باشگاه فوتبال لخ پوزنان آغاز کرد.
در ۱۷ ژوئن ۲۰۲۲، لیس قراردادی ۵ ساله با باشگاه فوتبال ساوت‌همپتون امضا کرد که در انتظار دریافت مجوز کار بود و پس از پایان قراردادش با باشگاه فوتبال آلتای اسپور ترکیه، به عنوان بازیکن آزاد به این تیم پیوست.